# 203602 Danjoyce
203602 Danjoyce è un asteroide della fascia principale. Scoperto nel 2002, presenta un'orbita caratterizzata da un semiasse maggiore pari a 2,3650588 UA e da un'eccentricità di 0,1537735, inclinata di 8,90442° rispetto all'eclittica.